# Aloyzas Sakalas
Aloyzas Sakalas (* 6. Juli 1931 in Jusiškis, Rajongemeinde Anykščiai; † 18. Juli 2022 in Vilnius) war ein litauischer sozialdemokratischer Politiker und Wissenschaftler. Sakalas war ab 2004 Mitglied des Europäischen Parlaments für die Partei Lietuvos socialdemokratų partija (LSDP).

## Leben
Nach dem Abitur an der 1. Mittelschule Kaunas erwarb 1960 einen Hochschulabschluss in Ingenieurwissenschaften am Polytechnischen Institut Kaunas und arbeitete von 1960 bis 1962 als Ingenieur am Institut für Elektrographie. Er promovierte 1970, wurde 1972 außerordentlicher Professor und habilitierte 1977 in Physik und Mathematik. Ab 1980 war Sakalas Professor und von 1982 bis 1990 Dozent, außerordentlicher Professor und Professor an der Universität Vilnius. 
Sakalas war von 1989 bis 1991 Mitglied der Litauischen Sozialdemokratischen Partei (LSDP) und hatte zwischen 1991 und 1999 den Vorsitz in der Partei inne. Seit 1999 war er Ehrenvorsitzender der LSDP. Sakalas gehörte zwischen 1990 und 2004 dem Litauischen Parlament (Seimas) an, von 1996 bis 2000 Vorsitzender der LSDP-Seimasfraktion. 
Er war zudem von 1990 und 1992 Vorsitzender und Vorstandsmitglied des Wahlprüfungsausschusses, zwischen 1992 und 1996 stellvertretender Parlamentspräsident und von 2000 bis 2004 Vorsitzender des Rechtsausschusses. 2004 wechselte er in das Europäische Parlament. Zudem war Sakalas von 1993 bis 2004 Vorsitzender der Organisation „Helft den litauischen Kindern“.

## Auszeichnungen
- Preis des Ministerrats der LiSSR für wissenschaftliche Verdienste
- Staatspreis der LiSSR für wissenschaftliche Verdienste
- Kommandeurskreuz des Gediminas-Ordens der Republik Litauen für politische Tätigkeit
- Medaille der Republik China (Taiwan) für die Stärkung der Beziehungen